# Aswad
Aswad (у перекладі з арабської «чорношкірий») — британський реггі-гурт.

## Історія
Гурт утворився у 1974 році у Західному Лондоні нащадками емігрантів з карибських островів. Aswad з'єднали в своїй музиці чисто ямайські елементи музики реггі та стилістику англійського мейнстриму 70-х років. Тексти пісень мали соціальну спрямованість. Дебютний альбом Aswad отримав відмінні рецензії в музичній пресі і привернув увагу англійців до проблем іммігрантів з Ямайки. Після того, як з групи пішов бас-гітарист, а його місце зайняв Тоні Робінсон, в музиці Aswad стали переважати етнічні елементи. На початку 1984 року Aswad, нарешті, вдалося пробитися до британського хіт-параду з синглом «Chasing The Breeze», а трохи пізніше там же виявилася і композиція «54-46 (Was My Number)». Наступні чотири роки Aswad провели в суцільних гастролях, придбавши репутацію однієї з кращих концертних груп країни. В 1988 році пісня «Do not Turn Around» досягла першої сходинки національного хіт-параду синглів. У 1995 році сингл «Shine» досяг 5 сходинки британського чарту.

## Склад
До першого складу групи входили наступні музиканти — гітара/вокал англ. Brinsley "Chaka B" Forde, ударні/вокал англ. Angus "Drummie Zeb" Gaye, соло-гітара/вокал англ. Donald "Dee" Griffiths, бас-гітара англ. George "Ras" Oban, and клавішні англ. Courtney "Khaki" Hemmings..

## Дискографія

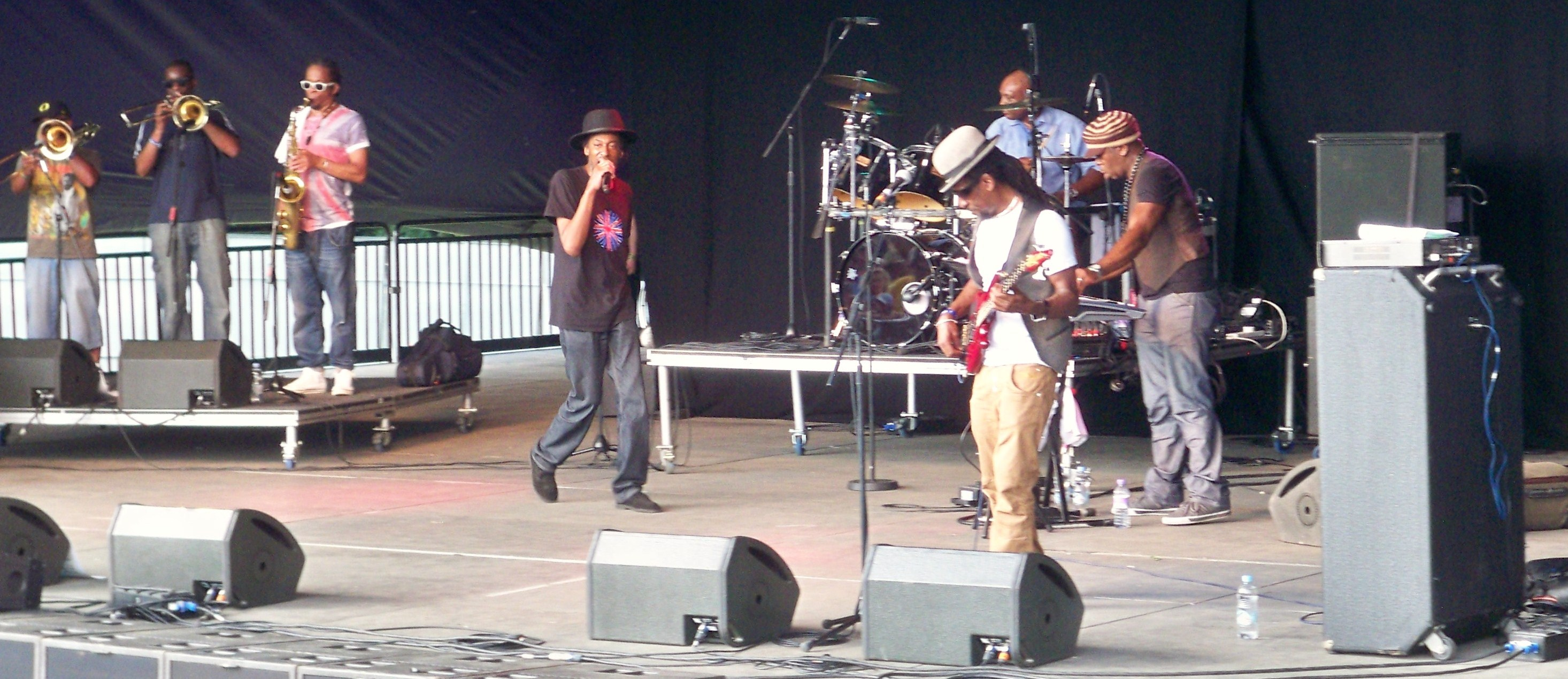
Aswad на концерті Magic Summer Live, липень 2013.

### Альбоми
- 1976: Aswad – Mango Records
- 1978: Hulet – Mango Records
- 1981: New Chapter – Columbia Records
- 1981: Showcase – Mango Records
- 1982: A New Chapter of Dub – Mango Records
- 1982: Not Satisfied – Columbia Records UK Albums Chart No. 50
- 1983: Live and Direct – Island Records UK No. 57
- 1984: Rebel Souls – Island Records UK No. 48
- 1986: To the Top – Simba UK No. 71
- 1988: Jah Shaka Meets Aswad in Addis Ababa Studio – Jah Shaka
- 1988: Distant Thunder – Mango Records UK No. 10
- 1988: Renaissance – 20 Crucial Tracks – Stylus UK No. 52
- 1989: Aswad: Crucial Tracks
- 1990: Next to You – Alex
- 1990: Too Wicked – Mango Records UK No. 51
- 1993: Firesticks – Alex
- 1994: Rise and Shine – Bubblin' Records UK No. 38
- 1995: Rise and Shine Again! – Mesa
- 1995: Dub: The Next Frontier – Mesa
- 1995: Greatest Hits – Bubblin' Records UK No. 20
- 1997: Big Up – Atlantic Records
- 1997: The BBC Sessions
- 1997: Roots Rocking: Island Anthology (compilation; incl. "Don't Get Weary", prev. unreleased)[5]
- 1999: Roots Revival – Ark 21
- 2001: 25 Live: 25th Anniversary
- 2002: Cool Summer Reggae – Universal Music TV UK No. 54
- 2009: City Lock –  Bubblin' Records UK No. 63[6]

### Сингли
| Рік                                                           | Сингл                           | Найвища позиція в чарті | Найвища позиція в чарті | Найвища позиція в чарті | Найвища позиція в чарті | Найвища позиція в чарті | Найвища позиція в чарті | Найвища позиція в чарті | Найвища позиція в чарті | Найвища позиція в чарті | Найвища позиція в чарті | Найвища позиція в чарті | Найвища позиція в чарті | Найвища позиція в чарті | Альбом                                          |
| Рік                                                           | Сингл                           | UK                      | IRE                     | NED                     | BEL (FLA)               | FRA                     | GER                     | AUT                     | SWI                     | SWE                     | NOR                     | AUS                     | NZ                      | US R&B                  | Альбом                                          |
| ------------------------------------------------------------- | ------------------------------- | ----------------------- | ----------------------- | ----------------------- | ----------------------- | ----------------------- | ----------------------- | ----------------------- | ----------------------- | ----------------------- | ----------------------- | ----------------------- | ----------------------- | ----------------------- | ----------------------------------------------- |
| 1984                                                          | "Chasing for the Breeze"        | 51                      | —                       | —                       | —                       | —                       | —                       | —                       | —                       | —                       | —                       | —                       | —                       | —                       | Rebel Souls                                     |
| 1984                                                          | "54-46 (Was My Number)"         | 70                      | —                       | —                       | —                       | —                       | —                       | —                       | —                       | —                       | —                       | —                       | —                       | —                       | Rebel Souls                                     |
| 1984                                                          | "Need Your Love"                | —                       | —                       | —                       | —                       | —                       | —                       | —                       | —                       | —                       | —                       | —                       | —                       | —                       | Rebel Souls                                     |
| 1985                                                          | "Bubbling"                      | 91                      | —                       | —                       | —                       | —                       | —                       | —                       | —                       | —                       | —                       | —                       | —                       | —                       | To the Top                                      |
| 1986                                                          | "Kool Noh"                      | 93                      | —                       | —                       | —                       | —                       | —                       | —                       | —                       | —                       | —                       | —                       | —                       | —                       | To the Top                                      |
| 1986                                                          | "Pull Up"                       | 99                      | —                       | —                       | —                       | —                       | —                       | —                       | —                       | —                       | —                       | —                       | —                       | —                       | To the Top                                      |
| 1987                                                          | "Hooked on You"                 | 79                      | —                       | —                       | —                       | —                       | —                       | —                       | —                       | —                       | —                       | —                       | —                       | —                       | To the Top                                      |
| 1988                                                          | "Don't Turn Around"             | 1                       | 4                       | 5                       | 6                       | —                       | 29                      | —                       | 13                      | —                       | 10                      | 34                      | 1                       | 45                      | Distant Thunder                                 |
| 1988                                                          | "Give a Little Love"            | 11                      | 16                      | 69                      | —                       | —                       | 58                      | —                       | —                       | —                       | —                       | —                       | 25                      | —                       | Distant Thunder                                 |
| 1988                                                          | "Set Them Free"                 | 70                      | —                       | —                       | —                       | —                       | —                       | —                       | —                       | —                       | —                       | —                       | —                       | —                       | Distant Thunder                                 |
| 1989                                                          | "Beauty's Only Skin Deep"       | 31                      | —                       | 57                      | —                       | —                       | —                       | —                       | —                       | —                       | —                       | —                       | —                       | —                       | Crucial Tracks (Best of Aswad)                  |
| 1989                                                          | "On and On"                     | 25                      | —                       | —                       | —                       | —                       | —                       | —                       | —                       | —                       | —                       | —                       | —                       | —                       | Crucial Tracks (Best of Aswad)                  |
| 1990                                                          | "Next to You"                   | 24                      | —                       | 18                      | 46                      | —                       | —                       | —                       | —                       | —                       | —                       | —                       | 31                      | —                       | Too Wicked                                      |
| 1990                                                          | "Smile"                         | 53                      | —                       | —                       | —                       | —                       | —                       | —                       | —                       | —                       | —                       | —                       | —                       | —                       | Too Wicked                                      |
| 1991                                                          | "Best of My Love"               | 61                      | —                       | —                       | —                       | —                       | —                       | —                       | —                       | —                       | —                       | —                       | 49                      | —                       | Too Wicked                                      |
| 1993                                                          | "How Long" (разом з Yazz)       | 31                      | —                       | —                       | —                       | —                       | 52                      | —                       | —                       | —                       | —                       | —                       | —                       | —                       | One on One – (Yazz альбом)                      |
| 1993                                                          | "Dancehall Mood"                | 48                      | —                       | —                       | —                       | —                       | —                       | —                       | —                       | —                       | —                       | —                       | —                       | —                       | Rise and Shine Again!                           |
| 1994                                                          | "Shine"                         | 5                       | 7                       | 17                      | 17                      | 25                      | 39                      | 12                      | —                       | 23                      | —                       | —                       | 28                      | —                       | Rise and Shine Again!                           |
| 1994                                                          | "Warriors"                      | 33                      | —                       | —                       | —                       | —                       | —                       | —                       | —                       | —                       | —                       | —                       | —                       | —                       | Rise and Shine Again!                           |
| 1994                                                          | "We Are One People"             | —                       | —                       | —                       | —                       | —                       | 96                      | —                       | —                       | —                       | —                       | —                       | —                       | —                       | Rise and Shine Again!                           |
| 1995                                                          | "You're No Good"                | 35                      | —                       | —                       | —                       | —                       | 88                      | —                       | —                       | —                       | —                       | —                       | —                       | —                       | Rise and Shine Again!                           |
| 1995                                                          | "If I Was"                      | 58                      | —                       | —                       | —                       | —                       | —                       | —                       | —                       | —                       | —                       | —                       | —                       | —                       | Big Up                                          |
| 1997                                                          | "One Shot Chilla"               | —                       | —                       | —                       | —                       | —                       | —                       | —                       | —                       | —                       | —                       | —                       | —                       | —                       | Big Up                                          |
| 1997                                                          | "Roxanne"                       | —                       | —                       | —                       | —                       | —                       | —                       | —                       | —                       | —                       | —                       | —                       | —                       | —                       | Reggatta Mondatta: Reggae Tribute to the Police |
| 1998                                                          | "Invisible Sun" (разом з Стінг) | —                       | —                       | —                       | —                       | —                       | 97                      | —                       | —                       | —                       | —                       | —                       | —                       | —                       | Roots Revival                                   |
| 1999                                                          | "Follow '99"                    | —                       | —                       | —                       | —                       | —                       | —                       | —                       | —                       | —                       | —                       | —                       | —                       | —                       | Roots Revival                                   |
| 2002                                                          | "Shy Guy"                       | 62                      | —                       | —                       | —                       | —                       | —                       | —                       | —                       | —                       | —                       | —                       | —                       | —                       | Cool Summer Reggae                              |
| "—" denotes releases that did not chart or were not released. |                                 |                         |                         |                         |                         |                         |                         |                         |                         |                         |                         |                         |                         |                         |                                                 |